# Citarik
Citarik is een bestuurslaag in het regentschap Sukabumi van de provincie West-Java, Indonesië. Citarik telt 17.496 inwoners (volkstelling 2010).